# البرقيات السوداء
كان مصطلح البرقيات السوداء شائع الاستخدام بين رجال الاتحاد العسكريين في الحرب الأهلية الأمريكية للإشارة إلى برقيات تجسس على القوات الكونفدرالية التي قدمها رقيق من الأمريكيين الأفارقة لمساعدة قوات الاتحاد. كان هؤلاء الأشخاص يعرفون التضاريس، ويمكنهم التحرك داخل العديد من المناطق دون أن يلاحظهم أحد؛ مثّلت معلوماتهم فئة غزيرة ومثمرة من المعلومات الاستخباراتية التي حصلت واعتمدت عليها قوات الاتحاد خلال الحرب الأهلية.
كانت البرقيات ناتجة عن استخلاص المعلومات من العبيد في خطوط المواجهة؛ إما الهاربين منهم أو أولئك الذين أصبحوا تحت سيطرة الاتحاد. ساهم الأمريكيون السود أيضًا في استخبارات الاتحاد التكتيكية والاستراتيجية من خلال المهمات خلف الحدود وفي المكان؛ عمل اثنان من عملاء الاتحاد كجزء من موظفي البيت الأبيض للرئيس الكونفدرالي جيفرسون ديفيس في ريتشموند بولاية فرجينيا، حتى إن امرأة بارزة مثل هارييت توبمان -المعروفة بأنشطتها المتعلقة بالسكك الحديدية تحت الأرض- لعبت دورًا هامًا في أنشطة الاتحاد الاستخبارية.
اعتُبرت جهود كل المجموعات التي ساعدت الاتحاد بسيطة وثانوية مقارنة بنوعية المعلومات التي قدمها العبيد السود، ومن هذه المجموعات أفراد ينتمون إلى: جمعية أبطال أمريكا وجمعية السلام والدستورية في أركنساس؛ وجمعية السلام التي كانت موجودة في ألاباما وتينيسي الشرقية وجورجيا ومسيسيبي وربما حتى فلوريدا. قدمت هذه المجموعة الأخيرة معلومات استخبارية أكدتها شبكة من الجواسيس الشماليين المنتشرين في الجنوب. امتلك أفراد المجموعات السابقة انتماءات دينية مختلفة (كاثوليكية وميثودية وصاحبية ويهودية)، وامتلكوا أقارب في الشمال استطاعوا عبرهم نقل المعلومات الاستخباراتية للشمال.
كانت قيمة المعلومات الواردة من الأميركيين السود خلف الخطوط الكونفدرالية مفهومة بوضوح من قبل معظم جنرالات الاتحاد منذ بداية الحرب. سلطت مجموعة من المقالات والقصص في الصحافة الشمالية خلال الحرب الضوء على الدور المهم للأمريكيين الأفارقة في الجنوب. علم الجنرال روبرت إي لي -رائد الجيش الكونفدرالي بشمال فرجينيا- بأهمية ووجود هذا النوع من التجسس؛ قال في مايو من عام 1863: «المصدر الرئيسي لمعلومات العدو هو زنوجنا».
ومن أهم العوامل التي ساعدت هذه الفئة هو قدرتهم على التحرك دون الشك بهم -خاصة الذين يعملون كخدم شخصيين- بسبب ثقافة العبودية في الجنوب، وأيضًا كان المسؤولون والضباط يميلون إلى تجاهل وجودهم باعتبارهم خدمًا عند مناقشة الأمور المتعلقة بالحرب.
ومع ذلك، تضاءل الاعتراف بأهمية المساهمات الاستخباراتية للأمريكيين السود بعد الحرب؛ ربما لعب التمييز العنصري دورًا في ذلك كما هو الأمر في ما يتعلق بدور وحدات الأمريكيين الأفارقة العسكرية. يوجد بالإضافة إلى ذلك عدة عوامل أخرى ساهمت في نقص تقدير جهود الأمريكيين الأفارقة.
تاريخيًا، لا يريد معظم الجواسيس الناجحين نشر هويتهم، حتى أولئك الذين قدموا معلومات استخبارية مفيدة لمرة واحدة فقط، وهذا ما حدث حقًا في الفترة المحتدمة التي تلت الحرب الأهلية عندما عاش الكثير من الأمريكيين السود بالقرب من أشخاص لم يتخلوا عن تمردهم عازمين على فرض تفوق البيض على السود.
لم يكن لدى أي من الطرفين الكثير من السجلات الرسمية المتعلقة بأنشطتهم الاستخباراتية؛ كانوا مترددين في توثيقها لأسباب السرية المذكورة أعلاه. أُتلف العديد من السجلات عمدًا لحماية الأشخاص الذين ما زالوا على قيد الحياة منهم. أمر وزير الحرب الكونفدرالي قبل الفرار من ريتشموند في عام 1865 بتدمير جميع ملفات الاستخبارات تقريبًا، بما في ذلك سجلات مكافحة التجسس المرتبطة بجواسيس الاتحاد.
سلّمت وزارة الحرب في واشنطن أجزاء من ملفاتها الاستخباراتية إلى العديد من المشاركين المعنيين؛ دُمرت معظم هذه السجلات في وقت لاحق أو فُقدت. نتيجة لذلك، أصبحت شهادة الأفراد على دورهم في الحرب أو الأوراق الرسمية التي تركز على مواضيع أكبر-مثل المراسلات الرسمية العسكرية- مصادر مهمة للمعلومات المتعلقة بأنشطة المخابرات، ونظرًا لعدم وجود مستندات داعمة، يصعب إثبات كثير من هذه المعلومات أو وضعها في منظورها وسياقها.

## جورج سكوت
قدم جورج سكوت -وهو أحد الرقيق الهاربين- معلومات ساعدت في واحدة من أولى المعارك واسعة النطاق في الحرب؛ إذ قدم معلومات استخبارية عن التحصينات والتحركات الكونفدرالية للجنرال الاتحادي بنجامين باتلر، وهو قائد حصن مونرو الواقع عند مصب نهر جيمس على طرف شبه جزيرة فرجينيا. بعد وقت قصير من بدء الحرب، أصدر باتلر أوامر بإحضار جميع «المهربين» الذين يصلون إلى خطوط الاتحاد إلى مقره لاستخلاص المعلومات منهم.
هرب سكوت من مزرعة بالقرب من يوركتاون، وبينما كان يشق طريقه نحو حصن مونرو، لاحظ أن القوات الكونفدرالية وضعت حصنين بين يوركتاون والقلعة. أُعجب ضباط باتلر بمعلومات سكوت ولكنهم أرادوا تأكيدها، وفي هذا الشأن، وافق سكوت على مرافقة أحد ضباط الاتحاد في العديد من الرحلات الاستكشافية خلف الخطوط الكونفدرالية للحصول على معلومات أكثر دقة. في واحدة من هذه المهام، أوشكت إحدى رصاصات الحراس الكونفدراليين على إصابة سكوت، لكنها اخترقت سترته فقط ولم تصبه.
استنادًا إلى المعلومات الاستخباراتية المستخلصة من هذه المهام، قرر باتلر أن القوات الكونفدرالية كانت تخطط لشن هجوم على مدينة نيوبورت نيوز التي سيؤدي أخذها إلى انقطاع حصن مونرو عن الاتحاد. بناءً على ذلك، أمر باتلر بشن هجوم استباقي على المواقع الكونفدرالية، لكن العملية العسكرية تمت بشكل سيئ وانتهت بهزيمة الاتحاد.